# Ginormotermes rex
Ginormotermes rex (лат.) — ископаемый вид термитов, единственный в роде Ginormotermes. Семейственная принадлежность не ясна. Обнаружен в бирманском янтаре (Юго-Восточная Азия, Мьянма, меловой период, около 100 млн лет назад).

## Описание
Это самый древний термит (вместе с одновременно описанным Krishnatermes yoddha), у которого обнаружена социальность. В янтаре сохранилась каста солдат, обладающих очень крупным для этих общественных насекомых размером (около 2,5 см). Ранее в столь древних находках мелового периода фигурировали только половые особи: крылатые или бескрылые самки и самцы. Предыдущая древнейшая находка с рабочей кастой и солдатами, доказывающая наличие социальности, датируется миоценом (17—20 млн лет назад).
Вид был впервые описан в 2016 году американскими палеоэнтомологами Майклом Энджелом (Engel, Michael S.), Филлипом Барденом (Phillip Barden), Марком Риччио (Mark L. Riccio) и Дэвидом Гримальди (Grimaldi, David A.) под названием Gigantotermes rex. Однако, выяснилось, что имя Gigantotermes уже носит род Gigantotermes Haase, 1890 из отряда сетчатокрылых и поэтому было заменено на Ginormotermes. Новое родовое название представляет собой сочетание сленгового слова «ginormous» (сочетание «гигантский»-gigantic и «огромный»-enormous, впервые использованное в 1948 году и означающее «чрезмерный размер») и термина termes, означающих «термит».